# Eric Fagúndez
Antonio Eric Fagúndez Lima (* 19. August 1998 in Vergara) ist ein uruguayischer Radrennfahrer.

## Sportlicher Werdegang
Fagúndez folgte dem Vorbild seines Vaters und seines Großvaters, die beide Rennfahrer waren. Er fuhr zunächst für verschiedene uruguayische Vereinsmannschaften und wurde 2018 Landesmeister im Einzelzeitfahren der U23. Sein Trainer vermittelte an das spanische Nachwuchsteam von Burgos-BH, wo er 2019 erstmals fuhr und (nach der Corona-Pandemie) erneut 2021 und 2022. Speziell 2022 erzielte er ein Dutzend Siege im spanischen Rennkalender und wurde anschließend von Burgos-BH übernommen.
Anfang 2023 wurde er uruguayischer Meister im Einzelzeitfahren. Bei den Panamerika-Meisterschaften im Straßenradsport 2023 verpasste er mit vierten und fünften Plätzen zwar knapp das Podium, sicherte seinem Land aber die Teilnahme am olympischen Straßenrennen 2024. Im August/September nahm er an der Vuelta a España teil, als dritter uruguayischer Fahrer in der Geschichte des Rennens. Mit zwei Etappensiegen bei der chinesischen Tour of Qinghai Lake gewann er im Juli 2024 erstmals bei UCI-Rennen außerhalb seines Heimatlands.
Im Jahr 2025 wurde Fagúndez hinter António Morgado Zweiter des Gran Premio Castellón, ehe er zum zweiten Mal nationaler Meister im Zeitfahren wurde.
Im Laufe seiner Karriere repräsentierte Fagúndez sein Land dreimal bei Straßenradsport-Weltmeisterschaften und gewann bei den Panamerikanischen Spielen 2023 die Bronzemedaille im Straßenrennen.

## Erfolge
2018
 Uruguayischer Meister – Einzelzeitfahren (U23)
2023
 Uruguayischer Meister – Einzelzeitfahren
 Panamerikanische Spiele – Straßenrennen
2024
zwei Etappen Tour of Qinghai Lake
2025
 Uruguayischer Meister – Einzelzeitfahren